# Karakoram
Karakoram også Karakorum (Kinesisk skrift: 喀喇昆仑山脉, pinyin: Kelakunlunshanmai) (Tyrkisk: "sort sten") er en bjergkæde i Himalaya, som strækker sig over grænserne for Pakistan, Folkerepublikken Kina og den Indisk-besatte del af Kashmir. K2 er det højeste bjerg i Karakoram-kæden og det næsthøjeste i verden.